# Waka Flocka Flame
Pour les articles homonymes, voir Waka.
Waka Flocka Flame, de son vrai nom Juaquin James Malphurs, né le 31 mai 1986 à South Jamaica, Queens, New York, est un rappeur américain, originaire d'Atlanta en Géorgie. En 2009, il signe aux labels 1017 Brick Squad et Warner Bros Records. Il devient un artiste populaire grâce aux singles O Let's Do It, Hard in da Paint et No Hands, cette dernière chanson ayant atteint la treizième place du Billboard Hot 100. Son premier album studio intitulé Flockaveli est publié en 2010. Son deuxième album studio, Triple F Life: Friends, Fans and Family, est publié le 8 juin 2012, et est précédé du single Round of Applause qui en est extrait.

## Biographie

### Jeunesse et débuts (1986-2008)
Juaquin James Malphurs naît dans le Queens, à New York en 1986. Sa famille déménage à Riverdale, près d'Atlanta, en Géorgie. Sa mère, Debra Antney, est l'ancienne manager de Gucci Mane et PDG de So Icey/Mizay Entertainment. Le nom « Waka » lui est attribué par son cousin, d'après une réplique de Fozzie (personnage du Muppet Show), son cousin ayant entendu le personnage dire « Waka Waka », et celui de « Flocka Flame », par Gucci Mane, qu'il connaît depuis ses 19 ans,.

### Flockaveli(2009-2010)

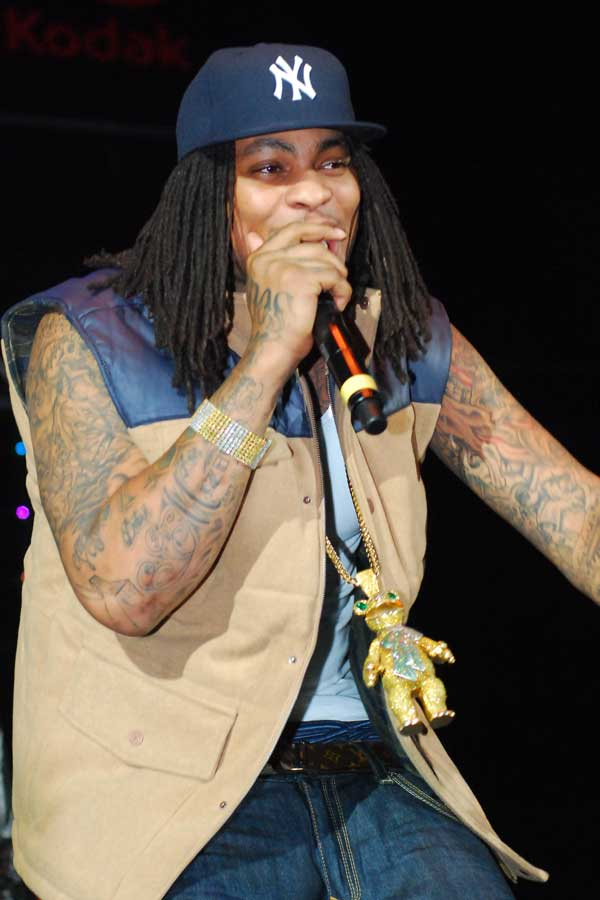
Waka Flocka Flame en 2010.

En 2009, Waka Flocka attire l'attention lors de la sortie de son premier single, O Let's Do It, qui atteint la 62e place du Billboard Hot 100,. Il devient membre de la 1017 Brick Squad aux côtés de Gucci Mane, OJ da Juiceman, Frenchie et Wooh da Kid. Le 19 janvier 2010, il se fait tirer dessus et voler alors qu'il lave sa voiture à Atlanta. La balle atteint son bras droit. Il publie plusieurs mixtapes avec Brick Squad,. Son premier album, Flockaveli, est publié le 5 octobre 2010 et atteint la 6e place du Billboard 200 durant la première semaine suivant sa sortie. Waka Flocka est élu huitième hottest MC de l'année 2010 par MTV. Le nom de l'album vient du nom du théoricien politique italien Machiavelli, et du nom que Tupac Shakur s'est attribué avant sa mort, Makaveli.
Gucci Mane licencie la mère de Waka Flocka de son poste de manager. Bien qu'il y ait de nombreuses rumeurs à ce sujet, aucune rancœur ne subsiste entre les deux artistes à cause de cet événement. Lors d'une interview sur MTV, les deux rappeurs ont affirmé qu'ils s'entendent bien même s'ils ne se parlent plus. En septembre 2010, Gucci Mane est aperçu en train de supporter Waka Flocka à une fête durant laquelle est diffusé l'album Flockaveli.

### Ferrari BoyzetTriple F Life: Friends, Fans and Family(2011–2012)
En 2011, Waka Flocka pose nu pour l'organisation PETA afin de protester contre le port de fourrure. On peut y voir le slogan Ink not Mink. Waka Flocka publie plusieurs mixtapes en 2011, dont Salute Me, Shoot Me 3, Benjamin Flocka et Twin Towers 2,,. Le 9 août 2011, son album en collaboration avec Gucci Mane intitulé Ferrari Boyz sort. Le premier single qui en est issu est She Be Puttin On avec le désormais défunt Slim Dunkin qui est tué à Atlanta pendant qu'il tournait un clip vidéo.
La chanson Round of Applause avec le rappeur canadien Drake publie le 14 octobre 2011, en tant que premier single de son deuxième album studio, Triple F Life: Friends, Fans and Family. Elle est produite par Lex Luger. L'album est publié dans son intégralité le 8 juin 2012.

### Flockaveli 2(depuis 2013)

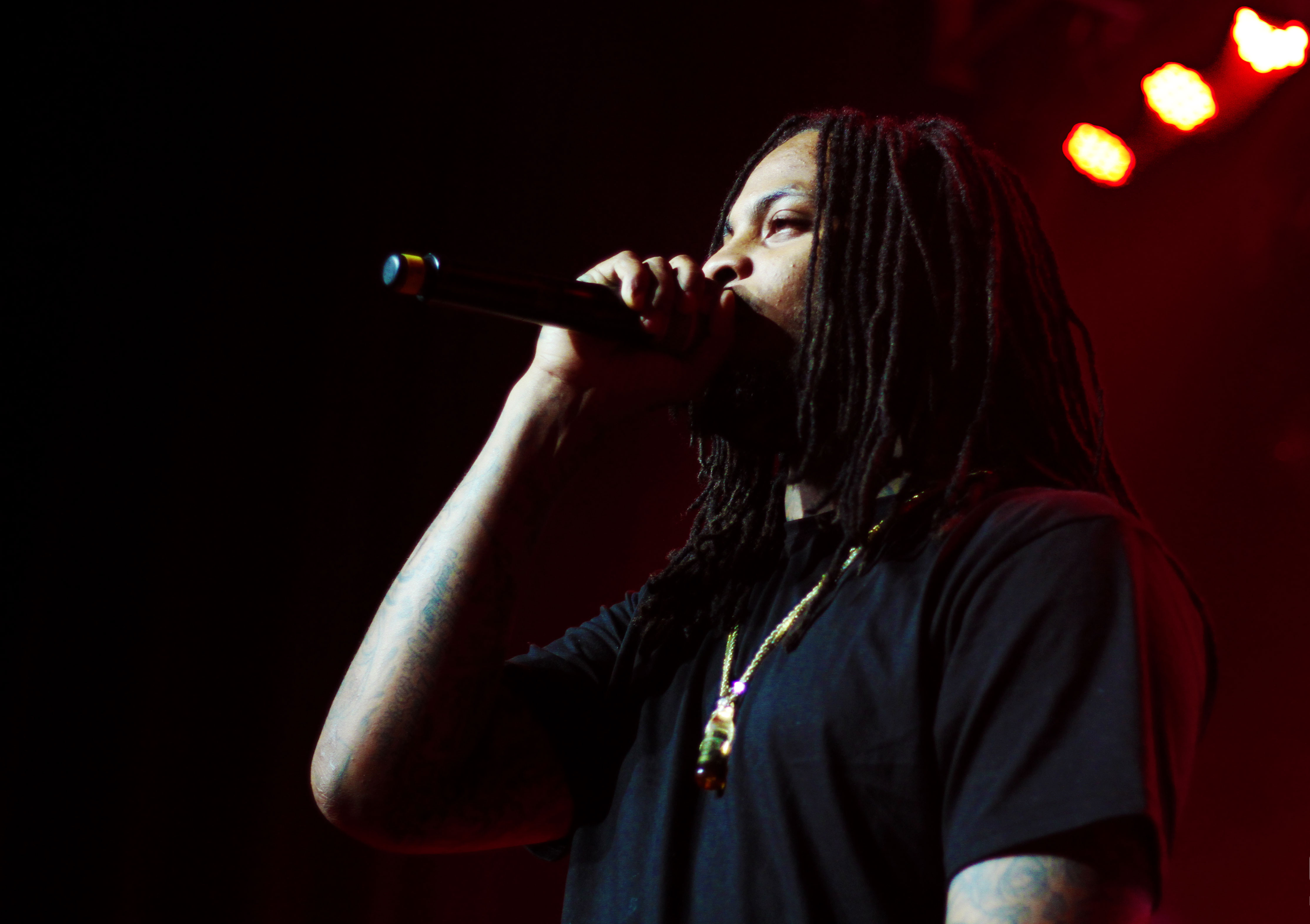
Waka Flocka Flame en août 2014 à Londres.

Le 22 janvier 2013, Waka Flocka annonce avoir terminé son troisième album studio intitulé Flockaveli 2. Il déclare que l'album contient des apparitions d'invités comme Timbaland et Wyclef Jean. Il dit aussi que l'album est principalement produit par 808 Mafia, Lex Luger, Soouthside, TM88, et plusieurs autres. Le 5 février 2013, il publie une mixtape intitulée DuFlocka Rant 2 avec Gucci Mane, Lil Wayne, French Montana, Ace Hood et Young Scooter présents. Le 9 mai 2013, il publie une suite intitulée DuFlocka Rant: Halftime Show avec T.I.. La date de sortie de Flockaveli 2 est modifiée pour début d'année 2014, et le 4 octobre 2013, Flocka publie une nouvelle mixtape appelée From Roaches to Rollies. Le 31 octobre 2013, Waka confirme que Ne-Yo et Drake apparaîtraient dans Flockaveli 2. Après une dispute en 2013 avec Gucci Mane, PDG du label 1017 Brick Squad Records auquel Waka Flocka appartenait, ce dernier se verra renvoyé de son label d'origine, se revendiquant désormais comme appartenant à Brick Squad Monopoly, en opposition à 1017 Brick Squad.
Dans une interview pour le magazine XXL datant de juillet 2014, il confirme que les producteurs de son nouvel album incluraient 808 Mafia, Lex Luger, Mike Will Made It et Black Methaphoer. Il annonce aussi qu'il sortira un album électro à la fin de cette même année 2014. Le 14 juillet 2014, Waka Flocka publie une mixtape intitulée I Can't Rap Vol. 1,. Le 10 novembre 2014, Waka Flocka republie la couverture de l'album Flockaveli 2,.
Le 2 mars 2015, Waka Flocka publie une mixtape collaborative avec DJ Whoo Kid intitulée The Turn Up Godz Tour, qui fait participer Future, Howard Stern, Machine Gun Kelly, Offset, Cash Out, Bobby V, Gucci Mane, Tony Yayo et Watch the Duck,. Le 1er avril 2015, Waka Flocka publie la mixtape Salute Me Or Shoot Me 5, qui fait participer Future, Yo Gotti et Juvenile,,. Waka Flock publie une nouvelle mixtape, Flockaveli 1.5, le 25 novembre 2015.

## Vie privée

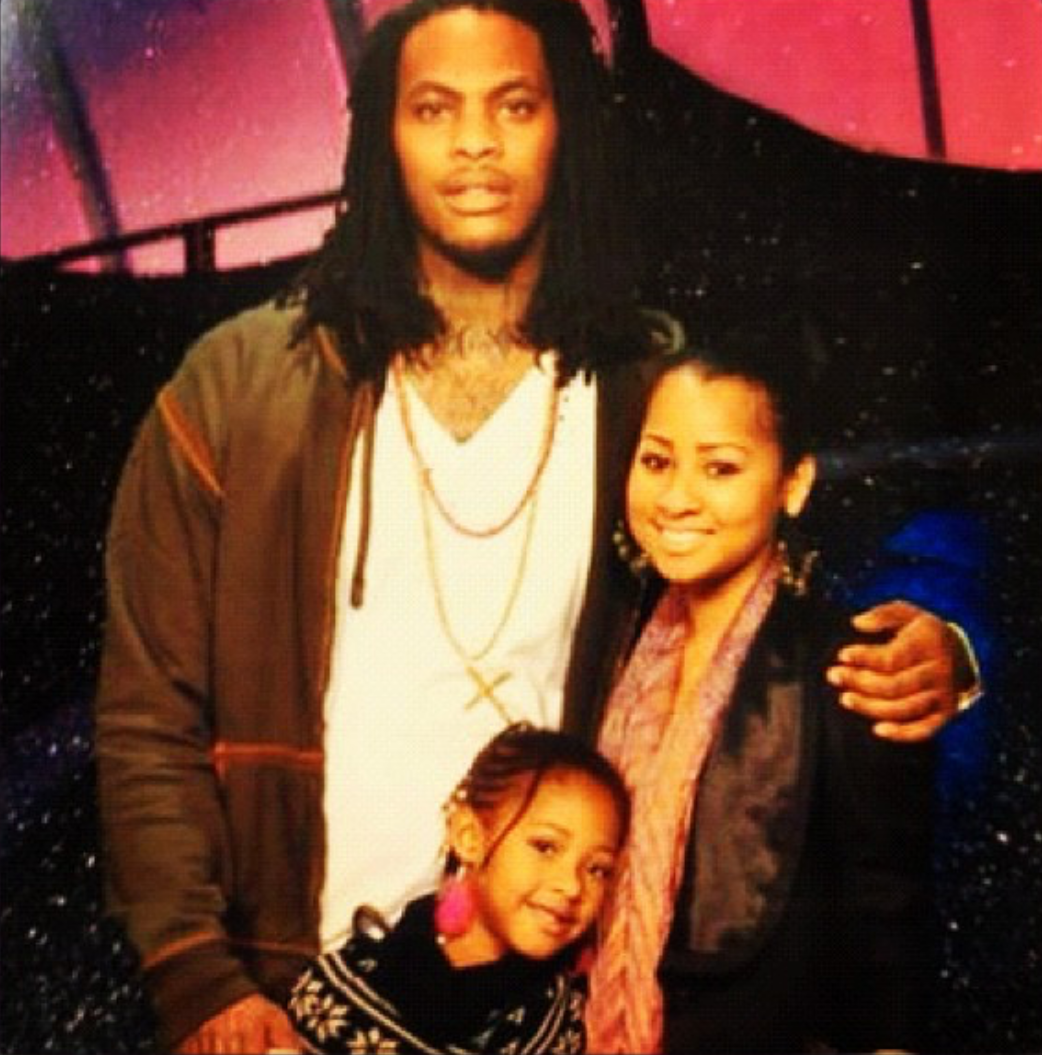
Waka Flocka Flame avec Tammy Rivera (son ex-femme) et leur fille Charlie

Waka Flocka est le fils du CEO de Mizay Entertainment, Debra Antney. Le 21 janvier 2010, Waka Flocka est victime d'une tentative de vol dans un lavomatique à Atlanta,,.
Le 30 décembre 2013, le petit frère de Waka Flocka et artiste KayO Redd, est retrouvé mort chez lui dans le Comté de Henry, en Géorgie. Il se serait suicidé selon les rapports du 31 décembre,
,. Le 25 mai 2014, Waka Flocka épouse sa petite amie et partenaire dans l'émission Love and Hip Hop: Atlanta, Tammy Rivera,.

## Discographie

### Albums studio
- 2010 : Flockaveli
- 2012 : Triple F Life: Friends, Fans and Family

### Album collaboratif
- 2011 : Ferrari Boyz (avec Gucci Mane)

### Mixtapes
- 2009 : Salute Me or Shoot Me
- 2009 : Salute Me or Shoot Me 2
- 2009 : LeBron Flocka James
- 2009 : Salute Me or Shoot Me 2.5
- 2010 : LeBron Flocka James 2
- 2011 : Salute Me or Shoot Me 3 (Hip Hops Outcast)
- 2011 : Benjamin Flocka
- 2011 : DuFlocka Rant (10 Toes Down)
- 2011 : LeBron Flocka James 3
- 2012 : Salute Me or Shoot Me 4 (Banned from America)
- 2012 : Waka Flocka Myers 4
- 2013 : DuFlocka Rant 2
- 2013 : From Roaches to Rollies
- 2014 : Re-Up
- 2014 : I Can't Rap
- 2015 : Salute Me or Shoot Me 5
- 2018 : Big Homie Flocka
- 2019 : Salute Me or Shoot Me 6
- 2019 : Mollywood
- 2020 : Salute Me or Shoot Me 7

### Mixtapes collaboratives
- 2009 : Twin Towers (avec Slim Dunkin)
- 2009 : Streets R Us (avec Travis Porter)
- 2010 : True Blood (avec Jon Geezy)
- 2011 : Twin Towers 2 (No Fly Zone) (avec Slim Dunkin)
- 2011 : Lock Out (avec French Montana).
- 2015 : The Turn Up Godz Tour